# 1568
Cette page concerne l'année 1568  du calendrier julien.
L'année 1568 est une année bissextile qui commence un jeudi.

## Événements
- 15 janvier : le navigateur espagnol Álvaro de Mendaña découvre les Tuvalu[1].
- 1er février : Álvaro de Mendaña découvre l’archipel des îles Salomon[1].
- 23 février : les troupes de l'empereur moghol Akbar s’emparent de la forteresse de Chitor (ou Chittorgarh, au sud du Rajasthan) après quatre mois de siège qui ne capitule pas et se défend jusqu’au bout (jauhâr). Les hommes vont à la mort en tentant une sortie désespérée, tandis que les femmes et les enfants périssent brûlés dans la forteresse. 30 000 soldats râjputs auraient été massacrés[2].
- Mars : Uludj Ali devient beylerbey d’Alger. Hassan Pacha lui abandonne la régence d'Alger car il a été nommé capitan pacha à Constantinople l'année précédente[3].
- 23 avril : l'expédition française de Dominique de Gourgues surprend et massacre la garnison espagnole de San Mateo, l'ancien Fort Caroline, en Floride[4].
- 28 août, Pérou : l'inca Titu Kusi Yupanqui accepte d'être baptisé chrétien[5].
- 23 septembre : victoire espagnole sur des corsaires anglais à la bataille San Juan de Ulúa (Veracruz, Mexique)[4]. John Hawkins et Francis Drake parviennent à s'enfuir de justesse. Soixante et onze marins sont faits prisonniers. Trois d'entre eux sont brûlés par l’Inquisition à Mexico[6].
- 20 octobre :  Álvaro de Mendaña découvre Wake[7].
- 7 novembre : Yoshiaki Ashikaga est solennellement proclamé shogun[8]. Début de la période Azuchi Momoyama au Japon (fin en 1600).

- Le peuple cannibale Jaga envahit le Congo et pille la capitale São Salvador. Le manicongo Alvare Ier fait appel au Portugal, qui en 1571, envoie son gouverneur de Sao Tomé pour repousser l’invasion[9].

### Europe
- 6-13 janvier : le compromis de Torda en Transylvanie admet quatre religions : catholicisme, confession d'Augsbourg, confession helvétique (Église réformée) et unitariens[10]. L'édit de Torda (en) publié le 28 janvier[11] est considérée comme le premier édit de tolérance. La Hongrie est alors pratiquement entièrement acquise à la Réforme. Le calvinisme se diffuse parmi les Magyars de toutes conditions. Le roi de Hongrie Jean Sigismond permet la diffusion du luthéranisme en Transylvanie et la sécularisation des biens de l’Église au profit des seigneurs.
- 17 février : paix d'Andrinople entre l’empire ottoman et Maximilien II d’Autriche[12]. Statu quo territorial : la Hongrie est partagée entre l’empereur, la Transylvanie et les Ottomans. L’empereur continue à payer un tribut annuel de 30 000 florins, reconnaît l’indépendance de la Transylvanie et admet une zone frontière en Hongrie. Le traité est renouvelé en 1575, 1584 et 1590.
- 3 mars : le jour des Cendres, à minuit, près de cinq cents personnes sont arrêtées aux Pays-Bas sur ordre de Ferdinand Alvare de Tolède, troisième duc d'Albe, nommé gouverneur en 1567. Plus de huit cents exécutions de Protestants ont lieu après les arrestations effectuées à Pâques[13].
- 23 mars, France : Paix de Longjumeau[14].
- 10 avril[15] : Pie V ordonne de publier la bulle In Cœna Domini dans toute l’Église, tous les Jeudis saints[16]. Elle prévoit l’excommunication de tous ceux qui appellent au concile et qui empiètent sur la juridiction ecclésiastique. L’appliquant à la lettre, le pape excommunie Élisabeth Ire d'Angleterre (1570). Ni la république de Venise, ni le roi d'Espagne n´acceptent de la publier.

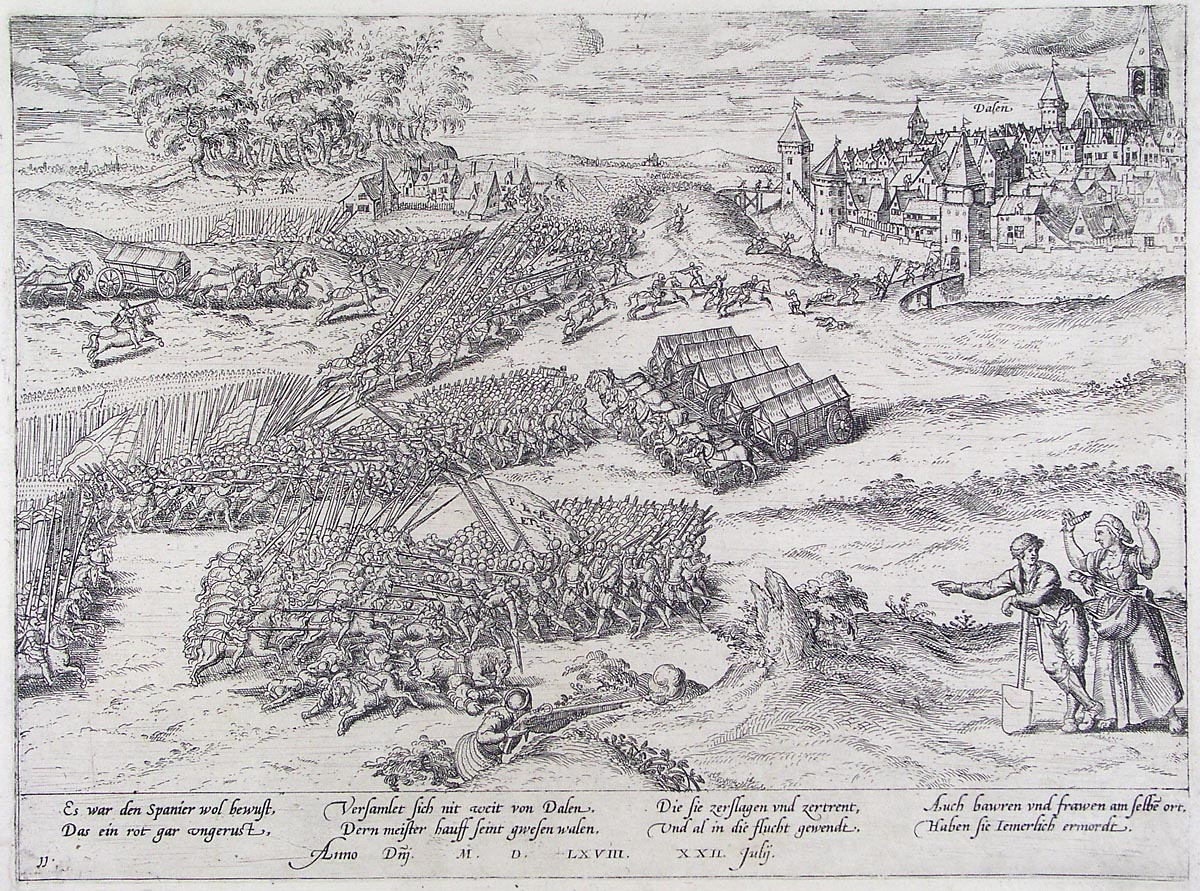
25 avril : bataille de Rheindalen, gravure de Frans Hogenberg (1536-1590)

- 25 avril : bataille de Rheindalen[17].
- 2 mai : la reine d'Écosse Marie Stuart s’évade de Loch Leven Castle et participe à un complot monté par lord Hamilton[18].
- 13 mai : l'armée de Marie Stuart est écrasée par Moray à la bataille de Langside (en)[19]. Marie doit se réfugier en Angleterre, où elle passe dix-huit ans en prison. Le parti catholique se regroupe derrière elle contre Élisabeth Ire, et plusieurs tentatives sont faites pour la mettre sur le trône d’Angleterre (Norfolk, Babington).

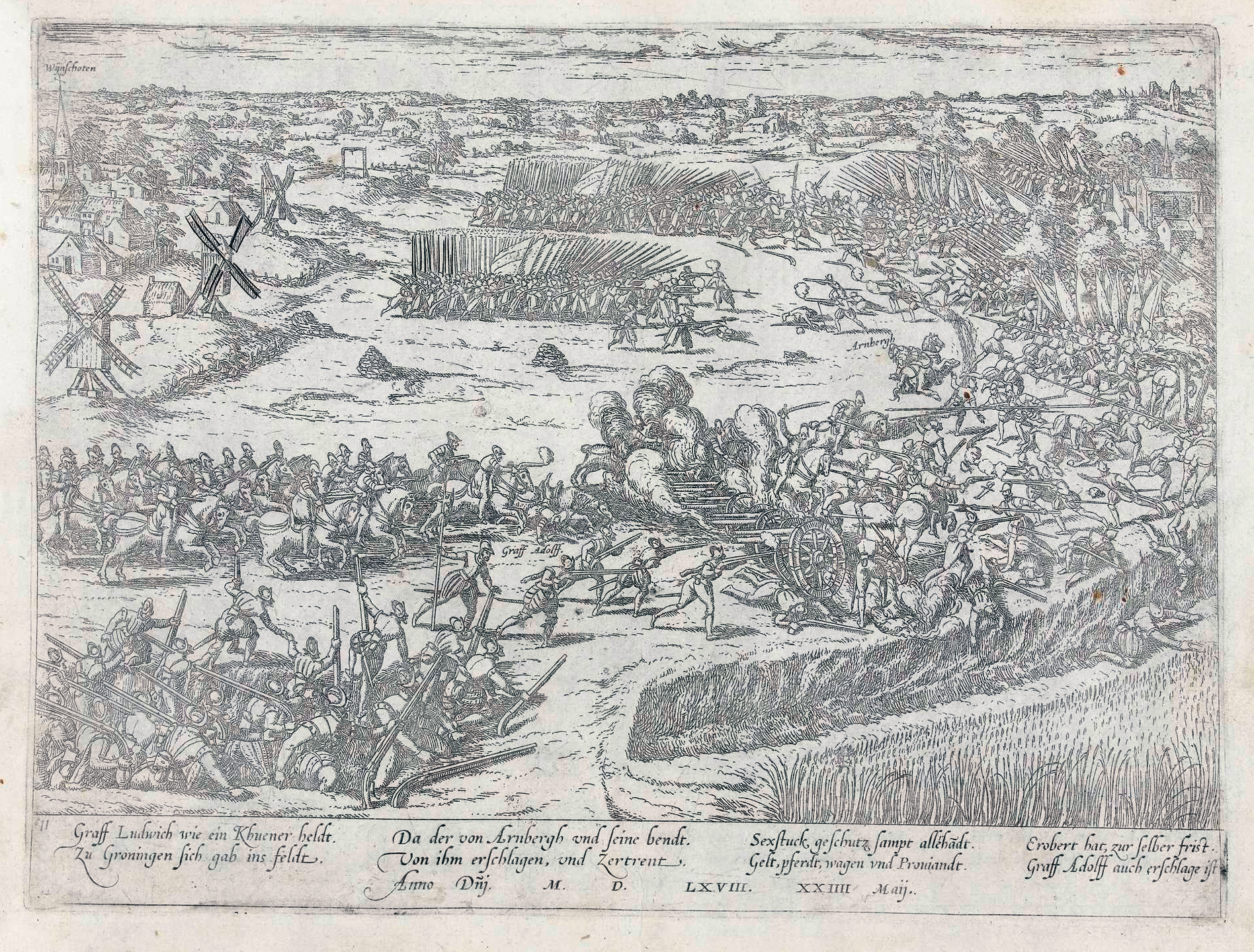
23 mai : bataille de Heiligerlee, gravure de Frans Hogenberg

- 23 mai : victoire des révoltés néerlandais à la bataille de Heiligerlee. Aux Pays-Bas, amorce de la guerre de Quatre-Vingts Ans[20].
- 1er juin : Louis de Nassau délivre des lettres de marque à des équipages pour leur permettre d’attaquer légalement les vaisseaux espagnols[21]. Guillaume de La Mark réunit les corsaires (Gueux de mer), reconnus par le Taciturne.
- 5 juin : exécution sur ordre du duc d’Albe des comtes de Hoorne et d’Egmond, alliés de Guillaume le Taciturne, pour leur trop grande tolérance[20].
- 14 juin[22] : Alexandre Mircea (1529-1577), descendant de Vlad Dracula est nommé prince de Valachie grâce au soutien du vizir Mehmed Sokolli (fin en 1577). Il fait massacrer dès son accession au trône plus de deux cents boyards compromis lors des règnes de ses prédécesseurs (août-septembre).

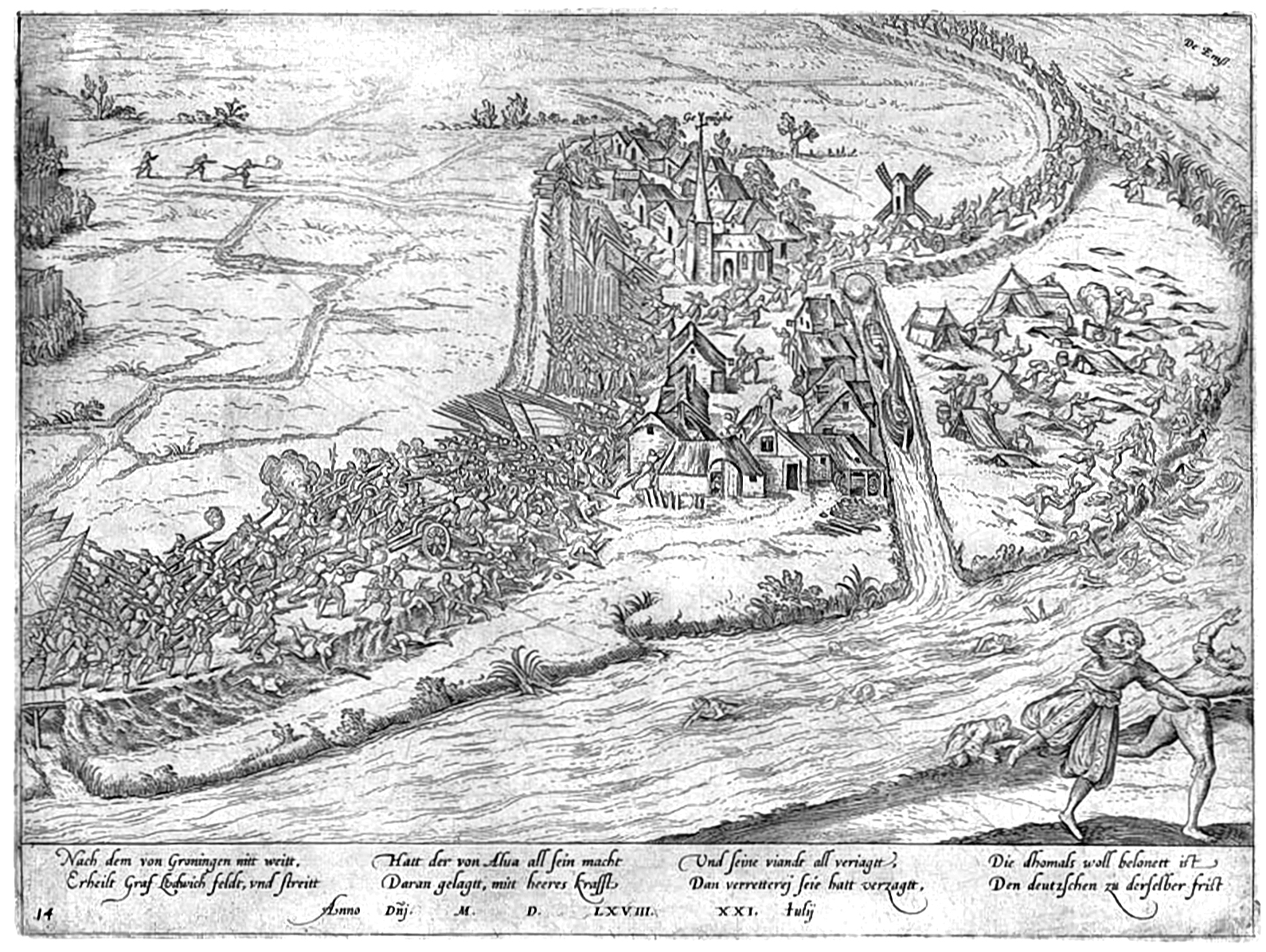
21 juillet : bataille de Jemmingen, gravure de Frans Hogenberg

- 21 juillet : victoire espagnole du duc d'Albe à la bataille de Jemmingen sur Louis de Nassau[23].
- 24 juillet : mort suspecte de l’infant Don Carlos d'Espagne après six mois d’emprisonnement[24].
- Juillet :
  - Russie : les Tartares Nogaïs pillent les bateaux qui transportent des marchandises sur la Volga[25].
  - Corse : Gênes envoie à Bastia comme gouverneur Giorgio Doria qui accorde une amnistie aux rebelles[26].
  - Le pape Pie V institue des commissions qui sont à l’origine de la Congrégation de la Propagande[27]. Il s’agit de coordonner sous l’égide du Saint-Siège, l’action des missions catholiques dans le monde.
- 18 août : diète de Vienne. L'empereur Maximilien II accorde des privilèges confessionnels en Basse-Autriche en échange d'un tribut particulièrement élevé (2 500 000 florins) ; les nobles adeptes de la confession d'Augsbourg obtiennent un statut légal (liberté du culte privé). Les villes et les bourgs en sont exclus. La Haute-Autriche reçoit une permission équivalente le 7 décembre[28]. Le pasteur David Chytraeus, de Rostock (Mecklembourg) rédige une « ordonnance ecclésiastique » (Kirchenordnung) commune à toutes les Églises luthériennes de Basse-Autriche, révisée par l’empereur[29].
- 23 août : début de la troisième guerre de religion en France[30].

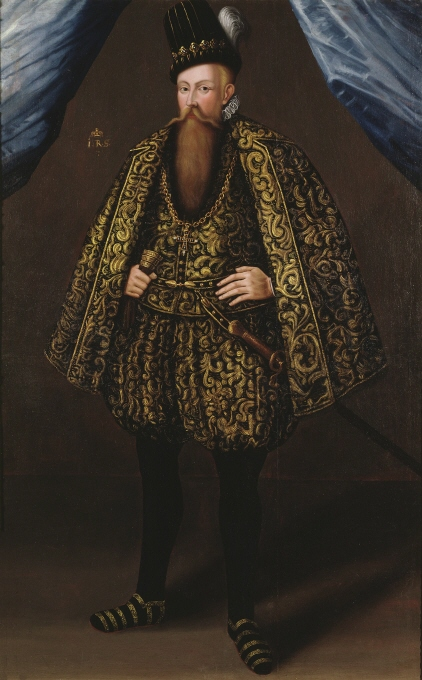
29 septembre : début du règne de Jean III Vasa, roi de Suède (fin en 1592).

- 29 septembre, Suède : Éric XIV, rendu impopulaire par son mariage avec une paysanne, son favori et ses assassinats, est déposé par la noblesse en faveur de son frère Jean, avec l’aide de leur frère cadet Charles[31]. Il sera tué en prison en 1577. Appelé par le Riksdag, Jean III doit prêter serment de conserver les privilèges et les franchises du pays. Il doit affronter des problèmes difficiles : guerre avec la Russie en Livonie, méfiance de l’aristocratie et émotion soulevée contre la remise en cause du luthéranisme comme religion d’État (1576).
- 5 octobre : Guillaume le Taciturne envahit les Pays-Bas du Sud[32].
- 20 octobre : l'offensive de Guillaume le Taciturne est brisée par les forces espagnoles à Jodoigne[33].
- Début novembre, Russie : procès du métropolite Philippe (Fiodor Kolytchev) qui s’était élevé contre l’opritchnina et avait refusé de bénir le tsar le 22 mars. Il est emprisonné (8 novembre) puis assassiné le 23 décembre 1569 par le chef des Opritchnik Maliuta Shuratov[34].
- 17 novembre[32] : après son échec, Guillaume le Taciturne va en France avec les débris de son armée prêter main-forte aux protestants de Condé sans plus de succès (été 1569).
- 28 novembre : fondation par Thérèse d'Ávila et Jean de la Croix du premier couvent de carmes déchaussés à Duruelo (Espagne)[35].
- 18/21 décembre : Élisabeth Ire d'Angleterre rompt l’alliance avec Philippe II d'Espagne en laissant intercepter par ses corsaires cinq vaisseaux chargé de métaux précieux destinés au paiement de la solde des troupes du duc d’Albe aux Pays-Bas[36].
- 25 décembre : révolte des Morisques à Grenade ; dans la nuit du 24 au 25 décembre, les musulmans convertis, excédés par les poursuites, pillent les églises, abattent les croix et profanent les hosties. Des foyers de résistance s’organisent dans les montagnes des Alpujarras. Ils seront écrasés par Don Juan d'Autriche en janvier 1570[37]. Plusieurs dizaines de milliers de morisques (80 000[38]) seront déportés vers la Castille pour éviter qu’ils ne favorisent un débarquement turc sur les côtes.
- 29 décembre : le duc d'Albe fait saisir les biens des marchands anglais qui se trouvent à Anvers et à Bruges[36].
- 31 décembre-1er janvier 1569 : tremblements de terre à Pouzzoles et à Naples[39].

- L’archevêque de Milan, Charles Borromée, fait appel aux Ursulines (créées en 1535), mais modifie leurs institutions en leur donnant une règle, en leur faisant prononcer des vœux, en leur imposant la vie commune et en les soumettant à l’autorité épiscopale. Seules les ursulines de Brescia conservent les constitutions d’Angèle de Merici[40].

## Naissances en 1568
- 6 janvier :
  - Richard Burbage, acteur anglais († 13 mars 1619).
  - Henri de Sponde, ecclésiastique, juriste et historien français († 18 mai 1643).
- 20 janvier : Ventura Salimbeni, peintre et graveur maniériste italien († 23 novembre 1613).
- 21 janvier : Catherine de Nevers, duchesse de Longueville († 1er décembre 1629).
- 28 janvier : Gustave de Suède, prince suédois de la Maison Vasa († 22 février 1607)
- ? janvier : John (Jack) Wright, complotiste anglais († 8 novembre 1605).
- 13 février : Pierre Bernard, homme politique français († 22 septembre 1618).
- ? février : Cavalier d'Arpin, peintre maniériste italien († 3 juillet 1640).
- 9 mars : Louis de Gonzague, étudiant jésuite de la Maison de Gonzague († 21 juin 1591).
- 25 mars : Renée Burlamacchi, femme de lettres italienne († 6 septembre 1641).
- 28 mars : Johannes Polyander, théologien calviniste néerlandais († 4 février 1646).
- 30 mars : Henry Wotton, diplomate anglais († décembre 1639).
- 5 avril : Urbain VIII, pape italien († 29 juillet 1644).
- 17 avril : Christophe Thomas Walliser, musicien, chef d'orchestre, compositeur de chants religieux et scolaires, et professeur de musique strasbourgeois († 26 avril 1648).
- 21 avril : Frédéric II de Holstein-Gottorp, prince de la maison de Holstein-Gottorp († 15 juin 1587).
- 28 avril : Théodose II de Bragance, Duc de Bragance († 29 novembre 1630).
- 5 mai : Alessandro d'Este, cardinal italien  († 13 mai 1624).
- 9 mai : Guglielmo Caccia, peintre maniériste italien spécialisé dans la peinture de retables († 13 novembre 1625).
- 11 mai : Christian Ier d'Anhalt-Bernbourg, prince d'Anhalt-Bernbourg († 17 avril 1630).
- 17 mai : Anne de Suède, princesse de Suède-Finlande († 26 février 1625).
- 19 mai : Léonora Dori, confidente et dame d'atours de Marie de Médicis († 8 juillet 1617).
- 29 mai : Virginia de Médicis, fille de Cosme Ier de Toscane et de son épouse morganatique Camilla Martelli († 15 janvier 1615).
- 6 juin : Sophie de Brandebourg,  princesse de Brandebourg († 7 décembre 1622).
- 25 juin : Gunilla Bielke, reine de Suède-Finlande († 19 juillet 1597).
- 1er juillet : Philippe-Sigismond de Brunswick-Wolfenbüttel, administrateur luthérien de la principauté-évêché de Verden et de la principauté épiscopale d'Osnabrück († 19 mars 1623).
- 5 août : Mariana de San José, moniale espagnole († 15 avril 1638).
- 27 août : Hercule de Rohan-Montbazon, noble français de la Maison de Rohan († 16 octobre 1654).
- 3 septembre : Adriano Banchieri, compositeur, théoricien de la musique et organiste italien († 1634).
- 5 septembre : Tommaso Campanella, frère dominicain et philosophe italien († 21 mai 1639).
- 13 septembre : Pompeo Caimo, médecin et philosophe vénitien († 30 novembre 1631).
- 18 octobre : Angelin Gazet, jésuite, pédagogue et homme de lettres français († 1er mars 1653).
- 18 novembre : Auguste Ier de Brunswick-Lunebourg, duc de Brunswick-Lunebourg et prince de Lunebourg († 1er octobre 1636).
- 21 novembre : Giacomo Grimaldi, érudit et archéologue italien († 7 janvier 1623).
- ? novembre : Richard Smith, ecclésiastique catholique anglais († 18 mars 1655).
- 3 décembre : Kuroda Nagamasa, daimyo japonais († 29 août 1623).
- 11 décembre[41] : Nicolas Ager, botaniste français († 20 juin 1634).
- Date précise inconnue :
  - Aleixo de Abreu, médecin portugais († 1630).
  - Richard Baker, historien anglais († 18 février 1645).
  - Isabel Barreto, exploratrice et navigatrice espagnole († 3 septembre 1612).
  - Pieter Both, premier gouverneur général des Indes néerlandaises († 6 mars 1615).
  - Jan Brueghel l'Ancien, peintre baroque flamand († 13 janvier 1625).
  - George Bruce de Carnock, marchand et ingénieur écossais († 6 mai 1625).
  - Edward Chichester, 1er vicomte Chichester, gouverneur de Carrickfergus et Lord High Admiral de Lough Neagh, en Irlande († 8 juillet 1648).
  - Thomas Clinton, 3e comte de Lincoln, pair anglais († 15 janvier 1619).
  - Francesco Comandè, peintre italien († ?).
  - Louis de Cressolles, prêtre jésuite, écrivain néolatin, professeur de rhétorique († 11 novembre 1634).
  - Date Shigezane, samouraï de la fin de la période Sengoku et du début de l'époque d'Edo († 17 juillet 1646).
  - Jean Druys, prélat de l'ordre des Prémontrés († 25 mars 1634).
  - Sebastiano Folli, peintre italien († 1621).
  - Jacques Goutière, jurisconsulte et historien français († 1638).
  - Tsouglag Gyatso, 3e Pawo Rinpoché, tulkou important de la lignée karma-kagyu († 1630).
  - Hasegawa Kyūzo, peintre japonais († 13 juillet 1593).
  - Cornelis de Jode, cartographe et graveur flamand († 17 octobre 1600).
  - Arngrímur Jónsson, érudit qui a vécu en Islande († 27 juin 1648).
  - Colette van den Keere, graveuse néerlandaise († 31 décembre 1629).
  - Marc de Maillet, poète français († 1628).
  - Manuel de Portugal, prince héritier de Portugal († 22 juin 1638).
  - Juan Martínez Montañés, sculpteur baroque espagnol († 18 juin 1649).
  - Matsudaira Yasushige, samouraï de l'époque Azuchi Momoyama et du début de l'époque d'Edo († 14 août 1640).
  - Megohime, aristocrate japonaise de l'époque Azuchi Momoyama et du début de l'époque d'Edo († 21 février 1653).
  - Nakagawa Hidemasa, commandant samouraï de l'époque Azuchi Momoyama († 27 novembre 1592).
  - Pietro Antonio Novelli I, mosaïste et peintre italien († 6 mai 1625).
  - Henri d'Orléans-Longueville, duc de Longueville et d’Estouteville, prince de Châtelaillon, comte de Neufchâtel, de Tancarville et de Valangin, pair de France († 8 avril 1595).
  - Paul Petau, magistrat, érudit, bibliophile et numismate français († 17 septembre 1614).
  - Jean de Renou, médecin français († vers 1620).
  - Philip Rosseter, luthiste, compositeur et directeur de théâtre anglais († 5 mai 1623).
  - Sō Yoshitoshi, daimyō du clan Sō du domaine de Tsushima de la fin de la période Sengoku au début de l'époque d'Edo († 31 janvier 1615).
  - Govsi Tabrizi, poète né et décédé à Tabriz († 1640).
  - Barthélemy Tremblay, sculpteur français († 13 août 1629).
  - Joris van Spilbergen, navigateur néerlandais († 1620).
  - Adam van Vianen, graveur et médailleur néerlandais († 25 août 1627).
  - Wei Zhongxian, eunuque et homme politique chinois († 19 octobre 1627).
  - Yuan Hongdao, écrivain chinois de la dynastie des Ming († 1610).
  - Vittorio Zonca, architecte et mécanicien italien († 15 novembre 1602).
  - Lodovico Zuccolo, écrivain italien († 1630).
- Vers 1568 :
  - Otto Siegfried Harnisch, compositeur allemand († août 1623).
  - Gervase Markham, poète et écrivain anglais († 3 février 1637).
  - René Mézangeau, luthiste et compositeur français († janvier 1638).
  - Antonio Serra, philosophe et économiste italien († vers 1620).

## Décès en 1568
- Après le 2 janvier : Johann Wilhelm von Fürstenberg, grand maître de l'Ordre Livonien, branche de l'Ordre Teutonique en Livonie (° 1500).
- 6 janvier : Clemente d'Olera, cardinal italien (° 20 juin 1501).
- 11 janvier : Balthazar de Nassau, comte de Nassau-Wiesbaden et comte de Nassau-Idstein (° 1520).
- 21 janvier : Amatus Lusitanus, médecin juif sépharade (° 1511).
- 23 janvier : Gaspar Becerra, peintre, sculpteur et architecte espagnol (° 1520).
- Janvier : Ludovico Dolce, auteur polygraphe, grammairien et théoricien de la peinture italienne (° 1508)[42].
- 15 février : Hendrik van Brederode, patriote bruxellois (° ? décembre (° 1531).
- 3 mars :  Charlotte de Laval, héritière de Tinténiac (° vers 1530).
- 6 mai : Bernardo Salviati, cardinal, évêque de Clermont (° 1492).
- 15 mai : Anne de Lorraine, fille d'Antoine II, duc de Lorraine et de Bar et de Renée de Bourbon-Montpensier (° 25 juillet 1522).
- 23 mai :
  - Adolphe de Nassau, quatrième fils de Willem de Rijke et Juliana de Stolberg (° 11 juillet 1540).
  - Jean de Ligne,  baron de Barbençon, comte d'Arenberg, militaire et diplomate au service de la Couronne d'Espagne (° vers 1525).
- 5 juin :
  - Lamoral (comte d'Egmont), prince de Gavre est un général et un homme d’État des anciens Pays-Bas (° 18 novembre 1522).
  - Philippe de Montmorency, comte de Hornes, baron d'Altena, seigneur de Hachicourt, de Wimy, de Farbus, du Bosquet, d'Escarpel, de Sauchy-le-Caucher (° 1524).
  - Guillaume Key, peintre flamand (° 1520)[43].
- 18 juin : Pierre Eyquem, seigneur de Montaigne, ancien maire de Bordeaux, père de Michel de Montaigne.
- 26 juin : Thomas Young, ecclésiastique anglican (° 1507).
- 4 juillet : Gilles Corrozet, écrivain et imprimeur français.
- 6 juillet : Jean Oporin, imprimeur, latiniste et humaniste suisse (° 25 janvier 1501).
- 24 juillet : Charles d'Autriche, prince des Asturies (° 8 juillet 1545).
- 15 août : Stanislas Kostka, novice jésuite polonais (° 28 octobre 1550).
- ? septembre : Ñuflo de Chaves, explorateur et conquistador espagnol
- 3 octobre : Élisabeth de France, reine consort d'Espagne, de Sicile et de Naples, duchesse de Bourgogne, de Milan, de Brabant, de Luxembourg et de Limbourg, comtesse de Flandre et comtesse palatine de Bourgogne (° 2 avril 1545).
- 14 octobre : Jacques Arcadelt, chanteur et un compositeur de l’école franco-flamande (° 10 août 1507).
- 28 octobre : Ashikaga Yoshihide, quatorzième des shoguns Ashikaga de la fin de la période Muromachi de l'histoire du Japon (° 1538).
- 19 novembre : Vitellozzo Vitelli, cardinal italien (° 1531).
- 1er décembre :  Luigi Tansillo, poète italien (° 1510).
- 14 décembre : Francesco Abbondio Castiglioni, cardinal italien (° 1er février 1523).
- 23 décembre : Roger Ascham, pédagogue anglais (° 1515).
- 28 décembre : Christophe de Wurtemberg, duc de Wurtemberg de 1550 à sa mort (° 12 mai 1515).
- Date précise inconnue :
  - Lucia Albani Avogadro, noble et poétesse italienne (° 1534.
  - Akaike Nagatō, samouraï de l'époque Sengoku (° 1529, après 1568).
  - Nanni di Baccio Bigio, architecte italien (° 1511).
  - Brusquet, fou du roi, il remplaça Triboulet et vécut à la cour de François Ier et de ses successeurs Henri II de France, François II de France, Charles IX de France (° 1510).
  - Simon de Châlons, peintre français (° 1506).
  - Wilhelm Klebitz, théologien protestant et mathématicien allemand (° vers 1533).
  - Pompeo Morganti, peintre italien (° vers 1494).
  - Donna Gracia Nasi (ou Béatrice de Luna) à Constantinople, célèbre mécène maranne de la Renaissance (° 1510)[44].
  - Garcia de Orta, médecin et botaniste portugais (° 1501).
  - Lattanzio Pagani, peintre italien (° vers 1490).
  - Nero Alberti da Sansepolcro, sculpteur italien (° 1502).
  - Ferrante Sanseverino, quatrième et dernier prince de Salerne, condottiere et mécène humaniste italien (° 18 janvier 1508).
  - Wang Guxiang, peintre chinois (° 1501).